# تپه کریم‌آباد
تپه کریم آباد مربوط به دوران‌های تاریخی پس از اسلام است و در آباده، شهر بهمن به طرف غرب، کنار مزرعه کریم آباد واقع شده و این اثر در تاریخ ۲۳ بهمن ۱۳۸۰ با شمارهٔ ثبت ۴۷۱۰ به‌عنوان یکی از آثار ملی ایران به ثبت رسیده است.